# Encyrtus antistius
Encyrtus antistius är en stekelart som beskrevs av Walker 1851. Encyrtus antistius ingår i släktet Encyrtus och familjen sköldlussteklar. Inga underarter finns listade i Catalogue of Life.